# Лејк Алфред (Флорида)
Лејк Алфред (енгл. Lake Alfred) град је у америчкој савезној држави Флорида. По попису становништва из 2010. у њему је живело 5.015 становника.

## Демографија
Према попису становништва из 2010. у граду је живело 5.015 становника, што је 1.125 (28,9%) становника више него 2000. године.
| Група             | 2000.         | 2010.         |
| Белци             | 2.907 (74,7%) | 3.165 (63,1%) |
| Афроамериканци    | 671 (17,2%)   | 880 (17,5%)   |
| Азијати           | 31 (0,8%)     | 85 (1,7%)     |
| Хиспаноамериканци | 229 (5,9%)    | 803 (16,0%)   |
| Укупно            | 3.890         | 5.015         |